# XVIII Congreso Nacional del Partido Comunista de China
El XVIII Congreso Nacional del Partido Comunista de China (en chino tradicional, 中國共產黨第十八次全國代表大會; en chino simplificado, 中国共产党第十八次全国代表大会 pinyin: Zhōngguó Gòngchǎndǎng Dìshíbācì Quánguó Dàibiǎo Dàhuì, abreviado ZhōngGòng Shíbā-dà [中共十八大]) fue una importante reunión del máximo órgano del Partido Comunista de China en el que se resolvió la sucesión de los máximos líderes para la segunda década del siglo XX. Se llevó a cabo en Pekín, en el Gran Salón del Pueblo a partir del 8 de noviembre de 2012.
El  Congreso eligió a los miembros del Comité Central del Partido, su máximo órgano, el que a su vez eligió a los nueve miembros del Buró Político, de entre quienes a su vez, la Asamblea Popular Nacional eligió a Xi Jinping como nuevo Presidente de la República en marzo de 2013.
Debido a las normas sobre limitaciones de duración y edad, siete de los nueve miembros del Buró Político del Comité Central se retiraron, entre ellos Hu Jintao en los períodos 2002-2007 y 2007-2012, quien en este Congreso dejó de ser Secretario General del PCCh.
Los siete miembros elegidos para integrar el Buró Político fueron Xi Jinping, Li Keqiang, Zhang Dejiang, Yu Zhengsheng, Liu Yunshan, Wang Qishan y Zhang Gaoli.
El anterior congreso (n.º XVII) se realizó en 2007 y el siguiente (n.º XIX) se realizó en 2017.

## Delegados
El XVIII Congreso Nacional estuvo integrado por 2270 delegados elegidos por 40 circunscripciones. Esto significa un incremento de 57 delegados y dos circunscripciones con respecto al XVII Congreso, realizado en 2007. 31 de estas circunscripciones representan las provincias, las regiones autónomas y las municipalidades. Seis circunscripciones representan a Taiwán, el Ejército, la organización nacional del partido, los ministerios y comisiones del gobierno central, las empresas, Banco Central y organizaciones financieras del estado nacional. Las tres restantes delegaciones están sujetas a definiciones complejas. Hong Kong y Macau pueden estar representadas por dos delegados o uno solo delegado, o pueden ser consideradas parte de la delegación de Cantón. Otras delegaciones identificadas incluyeron a la Policía Armada Popular, las unidades relacionadas con el “management social”, el sector de los servicios públicos, los trabajadores de empresas privadas, y los trabajadores en empresas extranjeras y mixtas. Hasta un máximo del 68% de los delegados pueden ocupar funciones directivas en el partido. El restante 32% tienen que ser miembros de base con empleos fuera del partido. El número de delegadas mujeres se ha decidido que debe incrementarse. Cada delegación es elegida por los congresos provinciales en elecciones en las que los candidatos deben superar como mínimo en un 15 % la cantidad de delegados a ser elegidos. En estas elecciones provinciales, los órganos del partido suelen vetar gran cantidad de candidatos. Además de estos 2270 delegados, habrá un número adicional de delegados aún no determinado, que en su mayoría serán líderes veteranos retirados del partido. En el XVII Congreso esos delegados adicionales fueron 57.

## Análisis
Xi Jinping y Li Keqiang sucedieron a Hu Jintao y Wen Jiabao como líderes máximos del Politburó y asumieron sus cargos en marzo de 2013 como presidente y primer ministro de China respectivamente. Aproximadamente un 70% de los miembros de Comisión Militar Central y del comité ejecutivo del Consejo de Estado también dejaron sus puestos en 2012, resultando así el más significativo cambio del liderazgo chino en varias décadas.
Según estimaciones previas de Cheng Li de la Brookings Institution, cuatro personas elegidas por el congreso (además de Xi Jinping y Li Keqiang), serían miembros del siguiente Politburó: el vicepresidente Wang Qishan, el vice primer ministro Zhang Dejiang, el director del Departamento de Organización del partido Li Yuanchao, y el director del Departamento de Propaganda del partido, Liu Yunshan. Otros miembros del partido que se estimaba con chances significativas de ser elegido en el PSC eran: el jefe del partido en Shanghái Yu Zhengsheng, el jefe del partido en Cantón Wang Yang, el jefe del partido en Tianjin Zhang Gaoli, el jefe del partido de la Mongolia Interior Hu Chunhua, el procurador del Estado Liu Yandong, el ministro de Seguridad Pública Meng Jianzhu y el jefe de la Oficina General del partido Ling Jihua.
Las políticas chinas han tendido a formar un "liderazgo colectivo", de los últimos años. Por esta razón los líderes máximos no tienen el mismo poder que tenían líderes como Mao o Deng.